# Edmon Maria Garreta i Olivella
Edmon Maria Garreta (Barcelona, 15 de gener de 1921 - Solius, 1 de maig de 2017) era monjo cistercenc, abat emèrit de Santa Maria de Poblet (Conca de Barberà), d'on fou prior president de 1953-1954 i abat de 1954-1967; i va ser prior de Santa Maria de Solius (Baix Empordà) de 1967 a 1999, en què el va succeir el pare Enric Benito.

## Biografia
Va néixer a Barcelona, al barri d'Hostafrancs, el 15 de gener de l'any 1921. Freqüentava de jovenet el centre Montserrat-Xavier de la Congregació Mariana d'Hostafrancs. Estudià al col·legi dels salesians de Sarrià fins al juliol del 1936. Acabada la guerra va formar part dels joves d'Acció Catòlica a la parròquia de la Mare de Déu dels Dolors de Sants, i va començar els estudis de sacerdot al seminari de Barcelona.
L'any 1944 va entrar al Monestir de Poblet. Aquell mateix any començà el noviciat, tenia 23 anys, i va fer el vots temporals l'11 de novembre de 1945. L'any següent va anar a Suïssa, al monestir d'Hauterive, a completar els estudis teològics, i va retornar a Poblet el 1948. Va fer la seva professió solemne el 13 de novembre d'aquell any. Va ser ordenat prevere el 2 d'abril de 1949 i elegit prior de Poblet el dia 1 d'octubre de 1953. El dia 4 de juliol de 1954 rebé la benedicció abacial oficiant el pare Sighard Kleiner, abat General del Cister, i fou abat de Poblet fins a l'any 1967.
Amb tres monjos més va fundar un nou monestir, el de Santa Maria de Solius, iniciat el 21 de gener de 1967, festa de Santa Agnès. Una làpida de pedra a l'espai cobert que hi ha a l'entrada del cenobi certifica aquesta fundació: "Aquest monestir de Santa Maria de Solius va ser fundat el 21 de gener de 1967 per monjos de Poblet de l'orde de Cister, amb el permís i l'ajut del bisbe de Girona, després cardenal Narcís Jubany i Arnau. Al cap de XXV anys en donem gràcies a Déu".
El 21 de gener de 2017 va tenir lloc la celebració dels 50 anys del Monestir Cistercenc de Santa María de Solius, amb la Eucaristia presidida pel Rvdm. P. Mauro-Giusepe Lepori, Abat General de l'orde Cistercenc, a l'església parroquial de Santa Agnès, al municipi de Santa Cristina d'Aro, bisbat de Girona.
El prior i la comunitat del Monestir de Santa Maria de Solius informaren del seu traspàs, que tingué lloc el dilluns 1 de maig de 2017, a primera hora de la nit.